# 2018年委內瑞拉總統選舉
2018年委內瑞拉總統選舉原定於2018年12月舉行，官方於2018年2月宣佈提前於2018年4月22日舉行，其後再改為5月20日舉行。

## 背景
在委內瑞拉陷入經濟危機逾年後，反對派尋求舉行決定總統尼古拉斯·马杜罗應否下台的公投，並於2016年5月2日向國家選舉委員會提出請求。到2016年8月，要求馬杜羅下台的聲音進一步增大，選舉委員會定下第二階段收集簽名的日期，但是由於過程被延至2017年，使得反對派已無法啟動新的總統選舉。2016年10月21日，選舉委員會在初步收集簽名開始前暫停公投進程，聲稱存在選民舞弊，以此作為取消公投的理由。西方觀察家批評此一舉動，認為選舉委員會的決定反映馬杜羅看似想實行獨裁統治。公投進程被取消後，120萬委內瑞拉人在全國各地示威抗議，要求馬杜羅下台。雖然首都加拉加斯的示威平靜地進行，但是在其它州，示威者與政府發生了衝突，造成1名警員死亡，120人受傷，147人被捕。反對派以2016年11月3日為最後限期要求馬杜羅舉行選舉。
在梵蒂岡推動馬杜羅政府與反對派展開對話後，委内瑞拉全国代表大会議長及反對派領袖Henry Ramos Allup於2016年11月1日宣佈取消11月3日前往總統府的遊行。雙方對話在兩次會議後陷入停頓，梵蒂岡於2017年1月13日正式退出調停。
由於2017年委內瑞拉憲政危機的事件引發民眾示威。5月1日，馬杜羅宣佈舉行制憲大會選舉。7月16日，在野陣營掌握的全國代表大會對此舉辦公民投票抵制。
2018年2月，馬杜羅政府宣佈定於2018年4月22日舉行總統選舉。反對黨人民意願於2月16日宣佈它將會杯葛本次選舉。

## 選舉結果
| 參選人                                                    | 參選人                 | 政黨                   | 得票       | %     |
| --------------------------------------------------------- | ---------------------- | ---------------------- | ---------- | ----- |
|                                                           | 尼古拉斯·马杜罗        | 委内瑞拉统一社会主义党 | 6,244,016  | 67.84 |
|                                                           | 亨利·法爾肯            | 逐步前進               | 1,927,174  | 20.93 |
|                                                           | 哈維爾·貝爾圖奇        | 無黨籍                 | 983,140    | 10.82 |
|                                                           | 雷納爾多·基哈達        | 人民政治单位89         | 36,132     | 0.39  |
| 無效或空白票                                              | 無效或空白票           | 無效或空白票           | 177,474    | –     |
| 總計                                                      | 總計                   | 總計                   | 9,381,218  | 100   |
| 已登記選民人數／投票率                                    | 已登記選民人數／投票率 | 已登記選民人數／投票率 | 20,527,571 | 46.07 |
| 來源：National Electoral Commission（页面存档备份，存于） |                        |                        |            |       |

落敗的亨利·法爾肯不承認本次選舉過程的有效性和真實性，並要求重新舉行選舉。反對派也批評官方誇大投票率，認為真正的投票率不到30%。
美國、加拿大、歐盟及13個中南美洲國家宣佈不承認本次選舉結果。2018年5月21日，美国国务卿邁克·蓬佩奧發表声明，稱本次所謂「選舉」是「對憲法秩序的攻擊以及對委內瑞拉民主傳統的侮辱」。
5月20日，中华人民共和国外交部对委内瑞拉马杜罗政府表示信任，并同时指出“相信委政府和人民有能力处理好本国内部事务。同时，各方应尊重委内瑞拉人民作出的选择。”同日，俄罗斯总统普京电贺马杜罗再次当选委内瑞拉总统。普京在贺电中表示，相信马杜罗总统的再次当选将有助于两国间战略伙伴关系的发展。俄罗斯外交部同时对于美国等国家公开宣称不承认委内瑞拉选举结果表示遗憾。

## 外部連結
- 委內瑞拉全國選舉委員會公布的結果（页面存档备份，存于）